# اچ‌ام‌اس بوادیکا (۱۹۰۸)
اچ‌ام‌اس بوادیکا (۱۹۰۸) (به انگلیسی: HMS Boadicea (1908)) یک کشتی بود که طول آن ۳۸۵ فوت (۱۱۷ متر) بود. این کشتی در سال ۱۹۰۸ ساخته شد.